# Laghnimyine
Laghnimyine (àrab الغليميين) és una comuna rural de la província de Berrechid de la regió de Casablanca-Settat. Segons el cens de 2014 tenia una població total de 17.513 persones.